# Holm Putzke
Holm Putzke (* 1973 in Dohna, Kreis Pirna) ist ein deutscher Rechtswissenschaftler, Hochschullehrer, Strafverteidiger und Politiker (CSU, davor CDU und DA). Seit 2010 ist er Inhaber einer Lehrprofessur für Strafrecht an der Universität Passau, seit 2016 zudem außerplanmäßiger Professor für Strafrecht, Strafprozessrecht und Wirtschaftsstrafrecht an der EBS Universität für Wirtschaft und Recht in Oestrich-Winkel und seit 2023 Gastprofessor an der Bahçeşehir-Universität (BAU) Istanbul. Der Öffentlichkeit bekannt wurde er im Jahr 2012, weil er die wissenschaftliche Debatte und öffentliche Diskussion um die religiöse Knabenbeschneidung anstieß und prägte. Von 2017 bis 2022 war er Vorsitzender des CSU-Kreisverbandes Passau-Stadt. Als Nachrücker auf der CSU-Liste ist Putzke Mitglied im Passauer Stadtrat, ohne einer Fraktion anzugehören. Seit April 2025 ist er Vorsitzender des Bundessport- und Schiedsgerichts von "German Cycling" (Bund Deutscher Radfahrer e.V.).

## Leben

### Studium
Nach dem Abitur an der Polytechnischen Oberschule „Rainer Fetscher“ in Pirna studierte Putzke von 1992 bis 1997 Rechtswissenschaft an der Ruhr-Universität Bochum. 1997 legte er die erste juristische Staatsprüfung ab. Ebenfalls an der Ruhr-Universität Bochum war er Mitarbeiter am Lehrstuhl für Strafrecht und Strafprozessrecht von Ellen Schlüchter (1995 bis 1999) und am Lehrstuhl für Strafrecht, Strafprozessrecht und Allgemeine Rechtstheorie von Rolf Dietrich Herzberg (2002 bis 2003). In den Jahren 2000 bis 2002 war Putzke Rechtsreferendar an den Landgerichten Bochum und Dortmund und legte 2002 die zweite juristische Staatsprüfung ab. Während seiner Studien- und Promotionszeit war Putzke Stipendiat der Konrad-Adenauer-Stiftung und während eines Auslandsstudiums an der Jagiellonen-Universität in Krakau 2003 Stipendiat des Deutschen Akademischen Austauschdienstes (DAAD). Die Juristische Fakultät der Ruhr-Universität Bochum promovierte Putzke 2003 mit einer Arbeit zum Thema „Beschleunigtes Verfahren bei Heranwachsenden“.

### Hochschulkarriere
Von 2003 bis 2010 war er in Bochum wissenschaftlicher Assistent am Lehrstuhl für Kriminologie, Kriminalpolitik und Polizeiwissenschaft von Thomas Feltes. In dieser Zeit begann er dort auch ein Habilitationsvorhaben. Von 2006 bis 2010 hatte er einen Lehrauftrag für Strafrecht, Strafprozessrecht und Jugendstrafrecht im Masterstudiengang „Kriminologie und Polizeiwissenschaft“ an der Ruhr-Universität Bochum inne. Ein postgraduales Studium des polnischen Wirtschaftsrechts an der Uniwersytet Jagielloński in Krakau schloss er 2009 mit dem akademischen Grad „Legum Magister“ (LL.M.) ab.
Seit 2010 ist Putzke Inhaber einer Lehrprofessur für Strafrecht an der Universität Passau. und ist Mitglied des dortigen Instituts für Rechtsdidaktik. Seit 2016 ist er zudem außerplanmäßiger Professor für Strafrecht, Strafprozessrecht und Wirtschaftsstrafrecht an der EBS Universität für Wirtschaft und Recht. Die Bahçeşehir-Universität (BAU) Istanbul hat ihn im Jahr 2023 zum Gastprofessor berufen. Von September 2016 bis August 2019 war er Studiendekan der Juristischen Fakultät in Passau.
Als Sachverständiger war Putzke tätig u. a. für die Organisation für Sicherheit und Zusammenarbeit in Europa, die Europäische Union sowie den Rechtsausschuss des Landtags Nordrhein-Westfalens (Stellungnahme zu den Entwürfen und Eckpunkten eines Gesetzes zur Regelung des Jugendstrafvollzugs), den Innenausschuss des Deutschen Bundestags (Stellungnahme zum Gesetzentwurf der Fraktionen der CDU/CSU und SPD zum „Entwurf eines Integrationsgesetzes“, BT-Drs. 18/8615) und im Jahr 2023 für den Ausschuss für Verfassung, Recht, Parlamentsfragen und Integration des Bayerischen Landtags (Thema: "Aufarbeitung sexualisierter Gewalt an Kindern und Jugendlichen in der Kirche").
Putzke ist Mitherausgeber der Schriftenreihe Bochumer Schriften zur Rechtsdogmatik und Kriminalpolitik, der Zeitschrift für das Juristische Studium, der Schriften zur rechtswissenschaftlichen Didaktik, des Beck’schen Onlinekommentars zum Jugendgerichtsgesetz, der Schriften zum Weltanschauungsrecht und des Nomos-Kommentars zum Anti-Doping-Gesetz. Außerdem gehört er der Redaktion der Zeitschrift für Internationale Strafrechtswissenschaft (vormals: Zeitschrift für Internationale Strafrechtsdogmatik) an.

### Politik
In den Jahren 1989/1990 während der friedlichen Revolution in der DDR war Putzke Geschäftsführer der Partei des Demokratischen Aufbruchs im Landkreis Pirna/Sebnitz sowie Vorsitzender und Pressesprecher der „Jugend des Demokratischen Aufbruchs“. Von 1991 bis 1992 war er Geschäftsführer und Mitglied des Kreisvorstandes der Jungen Union in Pirna. Von Januar 1994 bis Februar 1995 war Putzke stellvertretender Vorsitzender des Bundesverbandes Liberaler Hochschulgruppen und von 1996 bis 2017 Mitglied der CDU.
2015 trat er in die CSU ein, im April 2016 wurde er Beisitzer in deren Kreisvorstand Passau-Stadt und im Mai 2017 Vorsitzender dieses Kreisverbandes. Zudem ist er Bezirksvorsitzender des CSU-Arbeitskreises Juristen (AKJ) Niederbayern und qua Amt Mitglied im Landesvorstand des AKJ.
Bei der Europawahl 2019 trat Putzke auf Platz 37 der CSU-Liste an. Zur Passauer Stadtratswahl im März 2020 trat Putzke auf Listenplatz 3 an. Da andere CSU-Listenkandidaten durch Kumulieren vor ihn rückten, fiel er auf Platz 10 zurück, und da die CSU ein Viertel ihrer bisher 12 Mandate verlor, verfehlte er damit den Einzug in den Stadtrat, wurde aber erster Nachrücker.
In Reaktion auf das Wahlergebnis forderten Andreas Scheuer, Gerhard Waschler, Fraktionsvorsitzender Armin Dickl sowie drei weitere CSU-Stadträte Putzke zum sofortigen Rücktritt als Kreisvorsitzender und zum Rückzug von allen anderen Führungsaufgaben in der Passauer CSU auf. Putzke lehnte einen Rücktritt ab, da die Diskussion über die Konsequenzen der Wahlniederlage in den Kreisvorstand gehöre, den er wegen der COVID-19-Pandemie aber erst einberufen wolle, wenn es für die Gesundheit der Teilnehmer verantwortbar sei. In einer von ihm mitverfassten „Wahlanalyse“, unterschrieben von 36 Personen, darunter den Kreisvorsitzenden der Jungen Union und Senioren-Union sowie anderen Funktionsträgern und Mitgliedern, wurde als Grund vor allem fehlende Geschlossenheit und ein „Parallelwahlkampf“ als Ursache genannt, angeführt insbesondere von dem Fraktionsvorsitzenden Armin Dickl. Im August 2020 konnte der Passauer Altlandrat Franz Meyer den Konflikt durch zahlreiche Einzelgespräche im Hintergrund für einen Burgfrieden entschärfen. Als im März 2022 schließlich doch Vorstandswahlen stattfanden, trat Putzke nicht mehr als Vorsitzender an. Gemäß dem vom Kreisvorstand verabschiedeten Empfehlungsbeschluss sollte er als Kreisschatzmeister antreten. Nach spontaner Aufstellung eines Gegenkandidaten verzichtete er jedoch auf eine Kandidatur und sprach von einem „Schmierentheater“.
Putzke rückte 2024 dann doch noch in den Passauer Stadtrat nach, wurde aber dort nicht in die CSU-Fraktion aufgenommen. Putzke klagte erfolgreich gegen eine „herabsetzende sexistische Beleidigung“ in einer internen WhatsApp-Gruppe der Passauer CSU.
Der Streit im Passauer CSU-Verband setzte sich 2024 fort, als Putzke die Delegierten-Wahl für die Wahl der Direktkandidaten für die Bundestagswahl 2025 zuerst anfechtete – und damit scheiterte –, um dann seine Bewerbung für die CSU-Direktkandidatur im Bundestagswahlkreis Passau zu erklären, Die Bewerbung zog er wenig später zurück und begründete dies damit, dass die Kandidatenaufstellung nicht dem Prinzip der Bestenauslese folge, sondern vielmehr ein abgekartetes Spiel sei.

### Positionen in Politik und Recht
Putzke äußerte sich im Zusammenhang mit seiner Tätigkeit als Rechtslehrer, Strafverteidiger und Politiker wiederholt öffentlich zu rechts- bzw. tagespolitischen Fragen:

#### Beschneidung von Jungen
Vor Inkrafttreten von § 1631d BGB veröffentlichte Putzke in mehreren Fachartikeln (erstmals in der im Februar 2008 erschienenen Festschrift für Rolf Dietrich Herzberg) seine Rechtsauffassung, dass ungerechtfertigte Jungenbeschneidungen den Straftatbestand der Körperverletzung erfüllen, darunter auch die religiöse Beschneidung von Knaben. Das im Mai 2012 verkündete Urteil des Landgerichts Köln, das eine Beschneidung von Jungen aus religiösen Gründen als rechtswidrige Körperverletzung einstufte, hat er begrüßt und seine Verbreitung gefördert.
Putzke ist Mitunterzeichner eines im Sommer 2012 vom Psychotherapeuten Matthias Franz initiierten offenen Briefes an Bundesregierung und Bundestag. Im Rahmen der politischen Debatte über den Umgang mit der Beschneidung von Jungen in Deutschland vertraten die Unterzeichner den Standpunkt, die Religionsfreiheit könne „kein Freibrief zur Anwendung von (sexueller) Gewalt gegenüber nicht einwilligungsfähigen Jungen sein“. Hinsichtlich der Durchführung medizinisch nicht notwendiger, „irreversibler Genitalbeschneidungen von Jungen, verbunden mit hohem Risiko für bleibende genitale Beschädigungen und seelische und sexuelle Beeinträchtigungen“, müsse die öffentliche Debatte und Wahrnehmung „offensichtlich noch weiterentwickelt“ werden. Der Brief kritisiert den „schwerwiegende[n] Vorwurf“, durch ein Verbot der rituellen Jungenbeschneidung würde jüdisches Leben in Deutschland unmöglich werden. Unter Verweis auf die Aufklärung postuliert er: „Man tut Kindern nicht weh!“ Dieter Graumann, damals Vorsitzender des Zentralrats der Juden in Deutschland, nannte dies eine „suggestive Parole“ und kritisierte rückblickend, die Unterzeichner des „berüchtigte[n] Brief[es]“ hätten sich „in einer Arroganz und einem Belehrungswahn sondergleichen über das Beschneidungsritual ereifert“. Die Beschneidung sei für das Judentum „konstitutiv, glaubensbegründend“. Sie sei „ein elementares Gebot, welches auch alle religiösen Richtungen im Judentum befolgen“.
Der Bundestag beschloss am 12. Dezember 2012 nach kontroverser Debatte mit 434:100 Stimmen bei 46 Enthaltungen ein Gesetz, das Knabenbeschneidungen unter bestimmten Voraussetzungen weiterhin erlaubt. Putzke hält das Gesetz für verfassungswidrig und warf dem Bundestag vor, etwa mit Blick auf die Zweckklausel „legislatorischen Nonsens“ geschaffen zu haben. Die Einschätzung der Bundesjustizministerin Sabine Leutheusser-Schnarrenberger, bei den parlamentarischen Beratungen habe es sich um eine „Sternstunde“ gehandelt, bewertete Putzke als „puren Zynismus“. Nach Putzkes Auffassung ebne das Beschneidungsgesetz der weiblichen Genitalverstümmelung den Weg. Im Zusammenhang mit der Beschneidungsdebatte hat Putzke unter anderem wegen einer anonymen Beleidigung auf Facebook Strafanzeige erstattet. Im Zuge der Ermittlungen kam es bei einem minderjährigen jüdischen Verdächtigen zu einer rechtswidrigen Hausdurchsuchung durch Staatsschutzbeamte.

#### Reform des Betäubungsmittelstrafrechts
Putzke kritisiert 2013 die Prohibition bestimmter Drogen und ist Unterzeichner einer Resolution deutscher Strafrechtsprofessoren, die sich im Bündnis „Schildower Kreis“ u. a. für eine Entkriminalisierung von bestimmten Verhaltensweisen im Zusammenhang mit Cannabis ausgesprochen haben. Die Bestrafungspraxis bei Erwachsenen sei exzessiv und unverhältnismäßig. In wenigen Jahren werde es auch in Deutschland eine kontrollierte Freigabe geben. Tatsächlich wurde 2023 der Konsum von Cannabis gegen den Widerstand der CSU entkriminalisiert (Cannabisgesetz).

#### Polygrafische Untersuchungen („Lügendetektoren“)
Putzke tritt für die Zulassung von polygrafischen Untersuchungen (umgangssprachlich „Lügendetektor“) als Beweismittel in deutschen Strafverfahren ein. In einem Verfahren vor dem Landgericht Paderborn, in dem Putzke den Angeklagten als Strafverteidiger vertrat, lehnte das Gericht die polygrafische Untersuchung als geeignetes Beweismittel ab und verurteilte den Angeklagten. In einem Verfahren vor dem Schöffengericht Bautzen, in dem Putzke ebenfalls als Verteidiger auftrat, wurde der Polygraf hingegen als Beweismittel zugelassen und der Angeklagte freigesprochen. Das Bundesverwaltungsgericht befand jedoch unter Bestätigung der entsprechenden Rechtsprechung des Bundesgerichtshofes, dass das Bautzener Urteil nicht ausreichend zur Frage eines festen Zusammenhangs zwischen einem bestimmten Aussageverhalten und spezifischen Reaktionsmustern des vegetativen Nervensystems Stellung nimmt. Der Lügendetektor ist im Verwaltungsgerichtsverfahren ebenso unzulässig wie im Strafprozess. In einer weiteren Entscheidung des Amtsgerichts Bautzen hielt dieses an seiner Auffassung fest.

#### Sterbehilfe
Im Jahr 2015 sprach sich Putzke zusammen mit 141 deutschen Strafrechtsprofessoren gegen eine Ausweitung der Strafbarkeit des assistierten Suizids in Form des § 217 StGB aus. Bevor der 2015 eingeführte § 217 StGB im Februar 2020 vom Bundesverfassungsgericht für verfassungswidrig und nichtig erklärt wurde, hatte sich Putzke mit einem Beschluss des niederbayrischen CSU-Arbeitskreises Juristen Anfang 2019 für die Abschaffung dieses Paragrafens und für eine Beratungslösung zur Ermöglichung der Suizidassistenz ausgesprochen.

#### Genderfragen
Im Zusammenhang mit dem Ausschluss von Frauen an der Teilnahme bei einem Fensterln-Wettbewerb des Universitätssportfests warnte Putzke öffentlich vor „Genderismus“, da die Gleichstellungsbeauftragte der Universität den Ausschluss als „sexistisch“ bezeichnet hatte. Auswärtigen Betrachtern erschien der Vorgang zumindest als provinzielle Kuriosität. Putzke vertrat den Standpunkt, dass die Gleichstellungsbeauftragte „außerhalb ihrer Zuständigkeit gehandelt“ und „den berechtigten Belangen von Gleichberechtigung und -stellung einen Bärendienst“ erwiesen habe. Universitätspräsident Burkhard Freitag stellte hingegen fest, dass sie „richtig und kompetent gehandelt“ habe, da sie „für die Umsetzung des Gleichstellungskonzepts verantwortlich“ sei.
Beim CSU-Parteiausschuss in Würzburg am 30. April 2022 stellte Putzke den Antrag, dass seine Partei das „Gendern“ von Gesetzen und anderen Rechtsvorschriften unterbindet und das generische Maskulinum darin festschreibt. Anders als noch beim Parteitag im September 2020, auf dem der Antrag auf Empfehlung der Antragskommission an die CSU-Abgeordneten in Bundes- und Landtag überwiesen worden war, stimmten die Delegierten in Würzburg dem Antrag zu.

#### Flüchtlingskrise
Im Zusammenhang mit der Flüchtlingskrise in Deutschland 2015/2016 erklärte Putzke im Oktober 2015, dass es widersprüchlich sei, wenn Personen als Schleuser verfolgt werden, die nach der Entscheidung der Bundeskanzlerin Angela Merkel zur Aufhebung des Weiterreiseverbots Flüchtlinge über die deutsche Grenze gebracht haben, während Zugführer, Bus- oder Taxifahrer Flüchtlinge ungestraft über die Grenze transportieren konnten. „Möglicherweise“ habe sich in diesem Zusammenhang auch die deutsche Bundeskanzlerin des Einschleusens von Ausländern nach § 96 Abs. 1 Nr. 1 Aufenthaltsgesetz bzw. der öffentlichen Aufforderung dazu nach § 111 Strafgesetzbuch schuldig gemacht, weil sie sich nicht an geltendes Recht gehalten habe. Gleichzeitig distanzierte sich Putzke von diesbezüglichen Strafanzeigen gegen Angela Merkel und bezeichnete Anzeigen wegen Hochverrats als „substanzlos“.
Christian Bommarius wertete die rechtliche Würdigung Putzkes als Unterstützung für eine Strafanzeige der rechtspopulistischen AfD gegen Merkel und warf ihm vor, die Lage der Flüchtlinge und den daraus resultierenden rechtfertigenden Notstand nach § 34 nicht hinreichend berücksichtigt zu haben. Putzke bezeichnete die Behauptung eines rechtfertigenden Notstands als „juristisch oberflächlich“ sowie „offenkundig absichtsgeleitet“. Ramona Ambs kommentierte im jüdischen Online-Portal Hagalil Putzkes Standpunkt, dass bei der Hilfe für Flüchtlinge geltendes Recht eingehalten werden müsse, dahingehend, dass es wenig realitätsnah sei, Flüchtlingen das Abwarten eines entsprechenden Gesetzgebungsverfahrens zuzumuten.
Im Dezember 2015 erneuerte Putzke seine strafrechtlichen Bedenken gegen die Flüchtlingspolitik der Bundeskanzlerin in einem Interview mit der Passauer Neuen Presse und kritisierte zugleich, dass zu wenig für die Integration von Flüchtlingen getan werde. Es müsse massiv in Sprachkurse und Bildung investiert werden. Zudem sprach er sich für eine aufgeklärte Einwanderungspolitik und ein Einwanderungsgesetz aus. Auch sei eine Begrenzung des ungeregelten Zustroms nötig.
Im Februar 2016 bestritt Putzke in einem gemeinsam mit Alexander Peukert, Christian Hillgruber und Ulrich Foerste verfassten Gastbeitrag in der Frankfurter Allgemeinen Zeitung die Rechtskonformität einer „Politik offener Grenzen“, vor allem unter Verweis auf Art. 20 Abs. 4 der Dublin III-Verordnung. Die Durchführung eines Zuständigkeitsprüfungsverfahrens obliege danach Österreich, weshalb Deutschland die Einreise verweigern dürfe. Die Stellung eines internationalen Schutzantrags an der deutsch-österreichischen Grenze begründe keineswegs eine Pflicht zur Einreiseerlaubnis. Die Rückkehr zum Recht sei „weder inhuman noch politische Schwäche“; die Stärke einer Demokratie zeige sich nicht zuletzt in ihrer Fähigkeit zur Selbstkorrektur. Die vier Autoren veröffentlichten dazu auch einen wissenschaftlichen Beitrag.
Bei einer öffentlichen CSU-Veranstaltung im Mai 2016 forderte Putzke eine „gelebte Willkommenskultur“, kritisierte aber zugleich deren angebliche internationale, selbstbezogene Zelebrierung als „fatales Signal“. Er sprach in diesem Zusammenhang davon, dass sächsische Verwandte von ihm bei der islamfeindlichen und rechtsextremen Bewegung Pegida mitmarschierten. Dabei seien diese Menschen keine „Rechten“, sondern fühlten sich mit ihrer „differenzierten Meinung“ nicht mehr in der politischen Mitte aufgehoben und verspürten subjektiv Ängste, die objektiv nicht zu begründen seien.

#### Katholischer Missbrauchsskandal
Gemeinsam mit fünf Kollegen (den Strafrechtsprofessoren Eric Hilgendorf, Rolf Dietrich Herzberg, Reinhard Merkel, Ulfrid Neumann und Dieter Rössner sowie in Zusammenarbeit mit dem Institut für Weltanschauungsrecht) stellte Putzke anlässlich der MHG-Studie „Sexueller Missbrauch an Minderjährigen durch katholische Priester, Diakone und männliche Ordensangehörige im Bereich der Deutschen Bischofskonferenz“ am 26. Oktober 2018 Strafanzeigen gegen Unbekannt wegen des Verdachts des sexuellen Missbrauchs von Kindern (§ 176 StGB) und des schweren sexuellen Missbrauchs von Kindern (§ 176a StGB). Gegenüber dem ZDF warf Putzke Anfang 2020 der katholischen Kirche vor, den massenhaften Missbrauch jahrzehntelang vertuscht und „für die Ende September 2018 vorgestellte Missbrauchsstudie der Kommission nur zuvor gefilterte Unterlagen übergeben“ zu haben, was dazu geführt habe, dass viele dieser Verbrechen inzwischen verjährt seien.

#### Islamkritik
Ende 2019 kritisierte Putzke Justizministerin Christine Lambrecht (SPD) dafür, dass sie Aiman Mazyek, dem Vorsitzenden des Zentralrats der Muslime in Deutschland (ZMD), zum Botschafter für die Regierungskampagne „Wir sind Rechtsstaat“ ausgewählt habe, obwohl er sieben Fragen zum Verfassungsverständnis (z. B. zum Vorrang von staatlichem vor religiösem Recht und zur Zulässigkeit von Karikaturen über Mohammed) ungeklärt gelassen habe. Putzke warf ihm und dem ZMD vor, diese vermutlich nicht bejahen zu können, ohne sich zu verleugnen oder mit einem „Ja, aber“ oder „Nein“ ihr wahres Gesicht zu zeigen. Daher sei Mazyek für die Kampagne ungeeignet. Das Bundesjustizministerium solle daraus die Konsequenzen ziehen „und das Ansehen des Rechtsstaates vor weiterem Schaden schützen“.

### Strafverteidigung
Putzke ist auch als Strafverteidiger tätig.
2017 erreichte er für einen wegen  Mordes an seiner Lebensgefährtin Angeklagten, dass dieser in einem medial vielbeachteten Verfahren zunächst lediglich wegen Totschlags verurteilt wurde. Da das an sich rechtskräftige milde Urteil jedoch auf Falschaussagen beruhte, wurde Putzkes Mandant nach Wiederaufnahme des Verfahrens wegen Mordes zu lebenslanger Freiheitsstrafe verurteilt.
Nachdem Putzke 2022 erfolgreich einen Mann verteidigt hatte, der angeklagt war, einen  Amoklauf an der Universität Passau angekündigt zu haben, lobte er eine Prämie von 3.000 Euro für einen Zeugenhinweis aus, der dazu beiträgt, den wahren Täter zu ermitteln. Putzke betrachtete die Prämie, die im Übrigen auch an den Täter selbst ausgezahlt werde, als Beitrag zur Erforschung von Fehlerquellen im Strafprozess.
In dem Strafverfahren gegen Christian B. war Putzke 2024 einer von mehrern Verteidigern. Dem Angeklagten wurden drei Fälle schwerer Vergewaltigung sowie zwei Fälle des sexuellen Missbrauchs von Kindern vorgeworfen. Der Prozess endete erstinstanzlich mit einem Freispruch und erregte internationales Interesse, da der Angeklagte auch im Verdacht steht, mit dem Vermisstenfall von Madeleine McCann im Zusammenhang zu stehen. Die Staatsanwaltschaft legte Revision ein.
Putzke vertritt zusammen mit dem Münchner Anwalt Alexander Stevens auch den österreichischen Rechtspopulisten Gerald Grosz, der 2023 beim politischen Aschermittwoch der AfD den bayrischen Ministerpräsidenten Markus Söder als „Södolf“, „Corona-Autokrat“ und „Landesverräter“ bezeichnet hatte. Aufgrund einer Strafanzeige Söders verurteilte das Amtsgericht Deggendorf Grosz wegen Beleidigung u. a. zu einer Geldstrafe, da Söder „in die Nähe des nationalsozialistischen Regimes“ gerückt worden sei. Gegen das Urteil legte die Verteidigung Berufung ein.

### Sonstige Aktivitäten
Seit April 2025 ist Putzke ist Vorsitzender des Bundessport- und Schiedsgerichts von German Cycling (Bundes Deutscher Radfahrer), nachdem er von März 2015 bis April 2025 die Funktion als Stellvertreter innehatte.
Seit 2012 ist er Beiratsmitglied der evolutionär-humanistischen Giordano-Bruno-Stiftung und Vertrauensdozent der Konrad-Adenauer-Stiftung an der Universität Passau. 
Seit 2021 ist er zudem Mitglied im Netzwerk Wissenschaftsfreiheit.
Bei dem Regionalsender "Niederbayern TV" war Putzke im Jahr 2023 Moderator der Sendung "Punkt.Putzke" und moderierte etwa 20 Sendungen in diesem Format.
Putzke ist aktiver Sportler, betreibt vor allem Triathlon. Er ist Finisher des Langdistanz-Triathlon-Wettbewerbs "Challenge Roth": 2023 mit einer Zeit von 13 Std. 11 Min., 2025 mit einer Zeit von 12 Std. 6 Min. und des "Ironman Austria" (Zeit: 13 Std. 20 Minuten 12 Sek.).
2023 absolvierte Putzke erfolgreich den Valencia Marathon Trinidad Alfonso Zurich (Zeit 3:54:08) und 2024 den 39. SPAR Budapest Marathon (Zeit 3:31:50).
Den 53. Engadin Skimarathon 2023 beendete er mit einer Zeit von 2:48:59; den 54. Engadin Skimarathon 2024 mit einer Zeit von 2:40:11. Bei den Euroloppet Europameisterschaften im Skimarathon 2024 betrug die Finish-Zeit beim 42-Kilomenter-Dachsteinlauf Skating 2:55:46; und beim 43-km-Wettbewerb Classic 3:25:26.; 2025 beim 42-Kilomenter-Dachsteinlauf Skating betrug die Zeit 2:38:25 Stunden; beim 10-Kilometer-Dachsteinlauf Classic 47 Minuten und 18 Sekunden.

## Publikationen (Auswahl)

### Monografien und Lehrbücher
- Beschleunigtes Verfahren bei Heranwachsenden. Zur strafprozessualen Ausprägung des Erziehungsgedankens in der Adoleszenz (= Bochumer Schriften zur Rechtsdogmatik und Kriminalpolitik. Band 1). Felix-Verlag, Holzkirchen (Oberbayern) 2004, ISBN 3-927983-71-3 (XV, 197 S., zugl.: Bochum, Univ., Dissertation, 2003).
- mit Jörg Scheinfeld und Christina Putzke: Strafprozessrecht (= Jurakompakt). 9. Auflage. C.H. Beck, München 2022, ISBN 978-3-406-78537-5 (XV, 246 S., Erstausgabe:  2005).
- Juristische Arbeiten erfolgreich schreiben. Klausuren, Hausarbeiten, Seminare, Bachelor- und Masterarbeiten (= Jurakompakt). 8. Auflage. C.H. Beck, München 2025, ISBN 978-3-406-83910-8 (XVI, 200 S., Erstausgabe:  2007).
- mit Thomas Feltes: Jugendstrafrecht (= Kriminologische Studienliteratur. Band 1). Felix, Holzkirchen/Obb. 2012, ISBN 978-3-86293-900-8 (VIII, 130 S.).
- mit Bernhard Hardtung: Examinatorium Strafrecht AT. Ein Lehrbuch zur Einführung, Vertiefung und Wiederholung (= JuS-Schriftenreihe. Band 198). C.H. Beck, München 2016, ISBN 978-3-406-65783-2 (XX, 360 S.).
- mit Horst Schlehofer und Jörg Scheinfeld: Strafrecht Allgemeiner Teil (= Jurakompakt). 2. Auflage. C.H. Beck, München 2024, ISBN 978-3-406-62817-7 (XVIII, 263 S.).

### Kommentierungen
- Einführungsgesetz zum Strafgesetzbuch (EGStGB); Einführungsgesetz zur Strafprozeßordnung (EGStPO). In: Christoph Knauer (Hrsg.): GVG, EGGVG, EMRK, EGStPO, EGStGB, ZSHG, StrEG, G10, AO (= Münchener Kommentar zur Strafprozessordnung: StPO. Band 3/2). 1. Auflage. C.H. Beck, München 2018, ISBN 978-3-406-64683-6, S. 677–790; 1051–1053.
- Gesetz gegen Doping im Sport (Anti-Doping-Gesetz – AntiDopG). §§ 3, 4, 5, 6 und 12 AntiDopG. In: Michael Lehner, Martin Nolte, Holm Putzke (Hrsg.): Anti-Doping-Gesetz. Handkommentar (= NomosKommentar). Nomos Verlagsgesellschaft, Baden-Baden 2024, ISBN 978-3-8487-7317-6, S. 43–171, 274–276 (Leher/Nolte/Putzke).
- §§ 1, 2, 4, 5, 6 und 15 JGG. In: Nils Fabian Gertler, Volker Kunkel, Holm Putzke (Hrsg.): Beck’scher Online-Kommentar zum Jugendgerichtsgesetz (= Beck'scher Online-Kommentar). 8. Auflage. C.H. Beck, München 1. Februar 2018, OCLC 1033917277 (beck.de – Erstausgabe:  2015, Gertler/Kunkel/Putzke).
- Einleitung, Strafbarer Eigennutz (§§ 284–297; §§ 284–287 zusammen mit Christina Putzke). In: Klaus Leipold, Michael Tsambikakis, Mark A. Zöller (Hrsg.): AnwaltKommentar Strafgesetzbuch (= Heidelberger Kommentar). 3., neu bearbeitete Auflage. C.F. Müller, Heidelberg 2020, ISBN 978-3-8114-0643-8, S. 2353–2393 (Erstausgabe:  2015, Leipold/Tsambikakis/Zöller).

### Beiträge in Zeitschriften
- Die strafrechtliche Relevanz der Beschneidung von Knaben. Zugleich ein Beitrag über die Grenzen der Einwilligung in Fällen der Personensorge. In: Holm Putzke u. a. (Hrsg.): Strafrecht zwischen System und Telos. Festschrift für Rolf Dietrich Herzberg zum siebzigsten Geburtstag am 14. Februar 2008. Mohr Siebeck, Tübingen 2008, ISBN 978-3-16-149570-0, S. 669–709 (holmputzke.de (Memento vom 20. August 2014 im Internet Archive) [PDF; 7,2 MB]).
- mit Jörg Scheinfeld, Gisela Klein, Udo Undeutsch: Polygraphische Untersuchungen im Strafprozess. Neues zur faktischen Validität und normativen Zulässigkeit des vom Beschuldigten eingeführten Sachverständigenbeweises. In: Zeitschrift für die gesamte Strafrechtswissenschaft. Band 121, Nr. 3, 2009, S. 607–644, doi:10.1515/ZSTW.2009.607.
- BGH kippt Freispruch vom Vorwurf der Rechtsbeugung. Wenn Richter über Richter richten. In: Legal Tribune Online. 6. Juni 2012.
- Anmerkung zu Wahrnehmung berechtigter Interessen bei verfahrensbezogener Justizkritik, Beschluss des OLG München vom 11. Juli 2016, Az. 5 OLG 13 Ss 244/16, Neue Juristische Wochenschrift. 2016, 2759, „Freisler-Vergleich“.